# Trådspikblad
Trådspikblad (Hydrocotyle sibthorpioides) är en växtart som beskrevs av Jean-Baptiste de Lamarck 1789.
Arten ingår i släktet Hydrocotyle och familjen araliaväxter.

## Utbredning
Arten förekommer naturligt i tropiska och subtropiska Afrika och Asien samt i östra Australien. IUCN kategoriserar arten globalt som livskraftig. Den odlas som akvarieväxt och krukväxt och har med människans hjälp spridit sig till Nordamerika och Europa. Den förekommer tillfälligt i Sverige, men reproducerar sig inte.

## Varieteter
Arten har tre varieteter:
- Hydrocotyle sibthorpioides var. batrachium (Hance) Hand.-Mazz. ex R.H.Shan
- Hydrocotyle sibthorpioides var. sibthorpioides
- Hydrocotyle sibthorpioides var. tuberifera (Ohwi) T.Yamaz.